# سارة كونور (شخصية خيالية)
سارة كونور (بالإنجليزية: Sarah Jeanette) ، هي والدة جون كونور ، من سلسلة فيلم المبيد، شاركت الممثلة ليندا هاميلتون في دور الفتاة الشابة في الجزء الأول، وفي الجزء الثاني من الفيلم ظهرت كأم تحمي ابنها من مطاردة الآلي T-1000 لقتل ابنها، خشية أن يصبح قائد المقاومة لمهاجمة الآليين. وأيضا شاركت الممثلة إميليا كلارك في دور سارة كونور في الجزء الخامس من الفيلم.

## سلسلة أفلام المبيد

### الجزء الأول
في الجزء الأول من الفيلم : الآلي المدمر (أرنولد شوارزنيجر) لتغيير الزمن بأمر من الآليين، وهدفهم الأول البحث عن أم تدعى سارة كونور لقتلها، وسبب محاولة الآليين للتخلص من سارة كونور أنها تنجب ابنا يدعى جون ليصبح أحد عناصر المقاومة البشرية ضد الآليين، فأرسل جون كونور أحد جنوده ويدعى كايل ريسي ، وهدفه أن يحمي سارة كونور من خطر الآلي الذي أراد قتلها متخفيا بالزي البشري، وقتل كايل ريسي ونجت سارة كونور، وقام العلماء بأخذ أحد أذرعة الآلي تيرومونيتر .

### تيرومونيتر 2

إميليا كلارك في دور سارة كونور في الجزء الخامس.

وظهر في الجزء الثاني من الفيلم سارة كونور عندما أخذوها إلى مستشفى الأمراض العقلية ، عندما قامت بتدمير الكمبيوتر، وهي تقلق بشدة بشأن ابنها جون كونور، وعندما حرر تيرومونيتر سارة كونور علم تيرومونتر تي 1000 أنه سيطارد جون كونور، ونجح تيرومونتير للقضاء على تي 1000.

## وصلات خارجية
- Sarah Connor في قاعدة بيانات الأفلام على الإنترنت
- A New Body of Work: Linda Hamilton Gets Tough in Terminator 2[وصلة مكسورة]